# Joseph Highmore
Joseph Highmore (13 de junho de 1692 – 3 de março de 1780) foi um pintor histórico e de retratos, ilustrador e escritor inglês. Seus trabalhos mais conhecidos são suas "história bíblicas", estilo que aprendeu de seus viagens pela França. Também pintou retratos de importantes figuras da Grã-Bretanha como Carolina de Ansbach, William Wilberforce, Samuel Richardson e John Montagu, 4.º Conde de Sandwich, além de ter escrito alguns livros sobre arte.